# كلاينير ميثين
كلاينير ميثين (بالإنجليزية: Kleiner Mythen)‏ هو أحد جبال سلسلة Schwyzer Voralpen وجزء من القمة الأم غروسير ميتين يقع في كانتون شفيتس, سويسرا. يبلغ ارتفاع الجبل حوالي 1811 متر، بينما يبلغ ارتفاع نتوء الجبل 373 متر.